# Cao Ngọc Lễ
Cao Ngọc Lễ (? - ?) là quan nhà Nguyễn và là cộng sự của thực dân Pháp trong lịch sử Việt Nam.

## Tiểu sử sơ lược
Cao Ngọc Lễ là người xã Bồng Trung, huyện Vĩnh Lộc, tỉnh Thanh Hóa. Ông vừa là cháu gọi Tống Duy Tân bằng cậu, vừa là học trò của vị tiến sĩ này.
Trước đây, khi vua Hàm Nghi chạy ra Cam Lộ (Quảng Trị) ban bố dụ Cần Vương ngày 13 tháng 7 năm 1885, như bao sĩ phu khác, Cao Ngọc Lễ liền ứng nghĩa. Nhưng sau đó, ông trở về làm việc cho triều đình thân Pháp, được bổ làm tri huyện rồi thăng lên chức án sát tỉnh Hà Tĩnh.
Nhiều người cho rằng chính Cao Ngọc Lễ vì hám lợi đã làm chỉ điểm cho quân Pháp bắt được Tống Duy Tân, khi vị lãnh tụ này ẩn náu tại hang Niên Kỷ (nay thuộc huyện Bá Thước, tỉnh Thanh Hóa) năm 1892.
Chính vì vậy, ông đã bị người đời hài tội bằng hai câu thơ:
Vô địa khả mai Cao Ngọc Lễ
Hữu tiền nan thục Tống Duy Tân.
Tạm dịch nghĩa:
Không có đất chôn Cao Ngọc Lễ,
Có tiền không chuộc Tống Duy Tân.
Theo một vài sử liệu thì khi làm quan tại Hà Tĩnh, Cao Ngọc Lễ còn "tự tay vu hãm chí sĩ Ngô Đức Kế".

## Thông tin thêm
Cao Ngọc Lễ là ông ngoại nhà văn Thanh Châu, tác giả truyện ngắn Hoa Ti gôn.

## Sách tham khảo
- Nguyễn Q. Thắng-Nguyễn Bá Thế, Từ điển nhân vật lịch sử Việt Nam. Nhà xuất bản Khoa học Xã hội, Hà Nội, 1992.
- Vũ Ngọc Khánh, Quan lại trong lịch sử Việt Nam. Nhà xuất bản Thanh Niên, 2008.